# Acuši Janagisava
Acuši Janagisava (japonsko 柳沢 敦), japonski nogometaš, * 27. maj 1977.
Za japonsko reprezentanco je odigral 58 uradnih tekem.